# Brudzowice
Brudzowice ist eine Ortschaft mit einem Schulzenamt der Stadt-und-Land-Gemeinde Siewierz im Powiat Będziński der Woiwodschaft Schlesien in Polen.

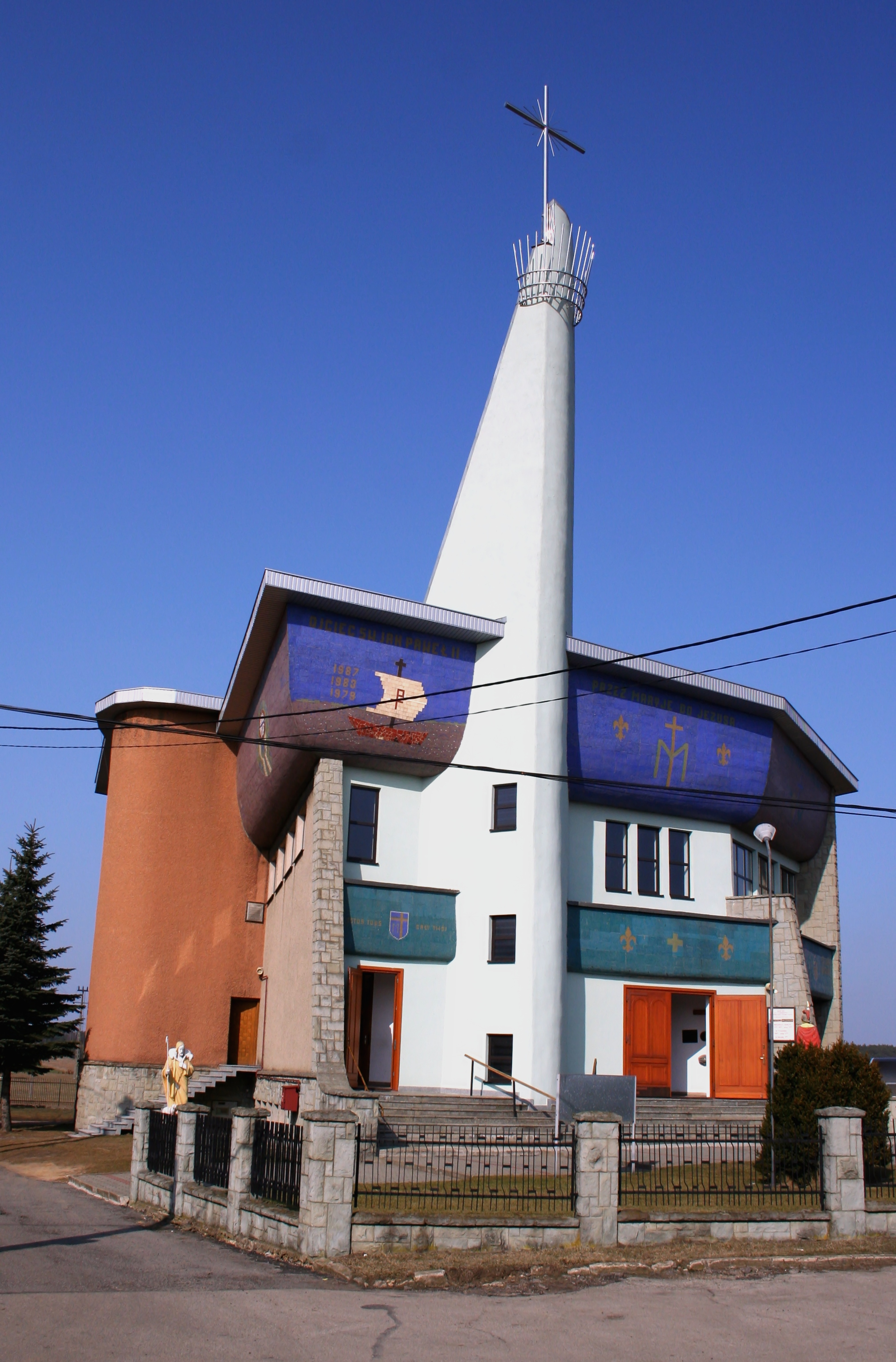
Ortskirche

## Geschichte
Der Ort wurde im Jahr 1357 als Bruczowicze erstmals urkundlich erwähnt, als die vom Teschener Herzog Kasimir I. gewährten Privilegien in zehn regionalen Dörfern für Krakauer Bischöfe bestätigt wurden. Der Ortsname ist patronymisch (Suffix -(ow)ice) vom Personennamen Brudz abgeleitet.
Der Ort liegt im Gebiet um Siewierz, das um 1177 aus dem Herzogtum Krakau bzw. Kleinpolen ausgegliedert wurde und an das schlesische Herzogtum Ratibor fiel, ab 1337 gehörte Siewierz zum Herzogtum Teschen unter Lehnsherrschaft des Königreichs Böhmen. Das Herzogtum Siewierz wurde im Jahr 1443 vom Teschener Herzog Wenzel I. dem Krakauer Bischof Zbigniew Oleśnicki verkauft. Im späten 16. Jahrhundert unterstand der Ort der Pfarrei in Targoszyce (heute ein Weiler von Mierzęcice).
Erst 1790 wurde das Herzogtum Siewierz formal an das Königreich Polen-Litauen angegliedert und war der Woiwodschaft Krakau administrativ angegliedert. Nach der dritten Teilung Polens von 1795 gehörte das Dorf bis 1807 zu Neuschlesien. 1807 kam es ins Herzogtum Warschau und 1815 ins neu entstandene russisch beherrschte Kongresspolen.
Nach dem Ende des Ersten Weltkriegs kam Brudzowice zu Polen, Woiwodschaft Kielce. Beim Überfall auf Polen 1939 wurde das Gebiet von den Deutschen besetzt und dem Landkreis Bendsburg im neuen „Ostoberschlesien“ zugeordnet.
1956 bis 1972 war der Ort der Sitz der Gromada Brudzowice. Von 1945 bis 1950 gehörte Brudzowice zur Woiwodschaft Schlesien und bis zum Jahr 1998 zur Woiwodschaft Katowice.